# Junior Messias
Junior Walter Messias (Ipatinga, 13 de mayo de 1991) más conocido como Junior Messias, es un futbolista brasileño. Juega como centrocampista o delantero y su actual equipo es el Genoa C. F. C.  de la Serie A de Italia.

## Trayectoria

### Inicios
Formado en el fútbol brasileño en la cantera del Cruzeiro; en 2011 se traslada a Italia donde ya residía su hermano. Durante 4 años trabajó como repartidor de electrodomésticos y en su tiempo libre jugaba a nivel amateur en los torneos de la UISP en Turín.
En 2015 es contactado por el técnico del F. C. Casale, Ezio Rossi, que le hace firmar su primer contrato y debutar en la Eccellenza, quinta categoría del fútbol italiano.
El 23 de julio de 2016 firma por la ASD Chieri, equipo con el cual anotaría 15 goles y se quedaría a 4 puntos para llegar a los playoff de ascenso a la Serie C.
En verano de 2017 es fichado por el F. C. Pro Vercelli, equipo que militaba la Serie B. Sin embargo, no pudo ser inscrito ya que estaba prohibido contratar jugadores sin pasaporte comunitario amateurs. Tras unos meses de inactividad, a finales de diciembre acepta la oferta de la AC Gozzano de nuevo en la Serie D. En las 2 siguientes temporadas sería el protagonista de un histórico ascenso a la Serie C y, al año siguiente, la permanencia en la categoría.

### F. C. Crotone
El 30 de junio de 2019, a los 28 años de edad, se marcha al F. C. Crotone de la Serie B, que ya lo había comprado la temporada pasado mas lo había dejado cedido al Gozzano. Anota su primer gol en liga el 29 de diciembre de ese mismo año en una victoria por 3-0 contra el Trapani Calcio. Su primer doblete no llega hasta el 10 de julio de 2020, en una victoria por 1-3 frente a la AS Cittadella.
Su equipo consigue el ascenso y debuta en la Serie A, máxima división italiana, el 20 de septiembre de 2020 en la primera jornada, una derrota por 4-1 frente al Genoa C. F. C. El siguiente 25 de octubre anota su primer gol en la categoría, en una derrota por 4-2 contra el Cagliari Calcio. Su primer doblete en la Serie A llega el 12 de diciembre en una victoria por 4-1 frente al Spezia Calcio. Solo 10 días después anotaría otros nuevos 2 goles en la victoria por 2-1 frente al Parma Calcio. Al finalizar la temporada, su equipo acaba descendiendo, pero él firma 9 goles en 37 partidos y se convierte en el segundo jugador de la liga con más regates exitosos detrás de Rodrigo de Paul.

### A. C. Milan
El 31 de agosto de 2021 es fichado por el A. C. Milan en calidad de cedido con opción de compra, con lo cual seguiría disputando la Serie A aún con el descenso del Crotone. Debuta con los rossoneri el 3 de octubre jugando los últimos minutos en la victoria por 0-2 frente al Atalanta B. C. en liga. El 24 de noviembre debuta en la Liga de Campeones en el partido de fase de grupos contra el Atlético de Madrid en el Wanda Metropolitano, entrando como suplente y anotando el tanto decisivo para la victoria por 1-0.
En agosto de 2023 fue prestado al Genoa C. F. C. para la temporada 2023-24.

## Estadísticas

### Clubes
Actualizado al último partido disputado el 24 de mayo de 2025.
| Club                            | Div.          | Temporada     | Liga  | Liga  | Copas nacionales | Copas nacionales | Copas internacionales | Copas internacionales | Total | Total |
| Club                            | Div.          | Temporada     | Part. | Goles | Part.            | Goles            | Part.                 | Goles                 | Part. | Goles |
| ------------------------------- | ------------- | ------------- | ----- | ----- | ---------------- | ---------------- | --------------------- | --------------------- | ----- | ----- |
| F. C. Casale A. S. D. · Italia  | 5.ª           | 2015-16       | 32    | 21    | ―                | ―                | ―                     | ―                     | 32    | 21    |
| F. C. Casale A. S. D. · Italia  | Total club    | Total club    | 32    | 21    | 0                | 0                | 0                     | 0                     | 32    | 21    |
| A. S. D. Calcio Chieri · Italia | 4.ª           | 2016-17       | 33    | 14    | 1                | 1                | ―                     | ―                     | 34    | 15    |
| A. S. D. Calcio Chieri · Italia | Total club    | Total club    | 33    | 14    | 1                | 1                | 0                     | 0                     | 34    | 15    |
| A. C. Gozzano · Italia          | 4.ª           | 2017-18       | 22    | 5     | 1                | 0                | ―                     | ―                     | 23    | 5     |
| A. C. Gozzano · Italia          | 3.ª           | 2018-19       | 32    | 4     | 3                | 1                | ―                     | ―                     | 35    | 5     |
| A. C. Gozzano · Italia          | Total club    | Total club    | 54    | 9     | 4                | 1                | 0                     | 0                     | 58    | 10    |
| F. C. Crotone · Italia          | 2.ª           | 2019-20       | 34    | 6     | 2                | 0                | ―                     | ―                     | 36    | 6     |
| F. C. Crotone · Italia          | 1.ª           | 2020-21       | 36    | 9     | 1                | 0                | ―                     | ―                     | 37    | 9     |
| F. C. Crotone · Italia          | Total club    | Total club    | 70    | 15    | 3                | 0                | 0                     | 0                     | 73    | 15    |
| A. C. Milan · Italia            | 1.ª           | 2021-22       | 26    | 5     | 4                | 0                | 2                     | 1                     | 32    | 6     |
| A. C. Milan · Italia            | 1.ª           | 2022-23       | 25    | 5     | 2                | 0                | 9                     | 1                     | 36    | 6     |
| A. C. Milan · Italia            | Total club    | Total club    | 51    | 10    | 6                | 0                | 11                    | 2                     | 68    | 12    |
| Genoa C. F. C. · Italia         | 1.ª           | 2023-24       | 18    | 1     | 0                | 0                | —                     | —                     | 18    | 1     |
| Genoa C. F. C. · Italia         | 1.ª           | 2024-25       | 17    | 1     | 1                | 1                | —                     | —                     | 18    | 14    |
| Genoa C. F. C. · Italia         | Total club    | Total club    | 35    | 2     | 1                | 1                | 0                     | 0                     | 36    | 3     |
| Total carrera                   | Total carrera | Total carrera | 275   | 71    | 15               | 3                | 11                    | 2                     | 301   | 76    |

## Palmarés

### Títulos nacionales
| Título  | Club        | País   | Año  |
| ------- | ----------- | ------ | ---- |
| Serie A | A. C. Milan | Italia | 2022 |